# Heinrich Scherk
Heinrich Scherk (alemany: Heinrich Ferdinand Scherk)  (Poznań, 27 d'octubre de 1798 - Bremen, 4 d'octubre de 1885) fou un matemàtic alemany conegut pels seus treballs en superfícies mínimals i en distribució dels nombres primers.

## Vida i Obra
Nascut a una família humil, Scherk començà els seus estudis als onze anys a Breslau (actual Wroclaw, avui a Polònia). El 1818 comença estudis a la universitat de Breslau, ajudant-se econòmicament de classes particulars. Es comença a interessar per les matemàtiques i el 1820 se'n va a la universitat de Königsberg per estudiar amb Bessel. Per recomanació d'aquest, passa el seu darrer any a la universitat de Göttingen, estudiant amb Gauss. El 1823 obté el seu doctorat per la universitat de Berlin.
El 1824 obté l'habilitació com a professor universitari i el març de 1826 és nomenat professor associat de la universitat de Halle, on romandrà fins al 1833. En aquest any és nomenat professor titular a la universitat de Kiel, de la que serà rector diversos anys i rebent la confiança de la casa reial danesa (en aquella època la ciutat pertanyia a la corona danesa). El seu germanisme va portar-lo a dimitir el 1852 després de la Primera Guerra de Schleswig, guanyada pels danesos enfront dels alemanys.
En dimitir, se'n va a viure a Bremen on dona classes al Institut Blochmann (predecessor de l'actual universitat tècnica de Bremen) durant uns anys. Finalment, el 1858 accepta una feina de professor en una escola secundària de Bremen, càrrec que mantindrà fins a la seva jubilació el 1874.
Scherk és recordat per algunes aportacions notables: per haver estat el primer en estudiar les propietats comunes dels determinants, per haver establert la conjectura (ara teorema) que porta el seu nom, sobre els nombres primers, i per haver descobert dues noves superfícies minimals.

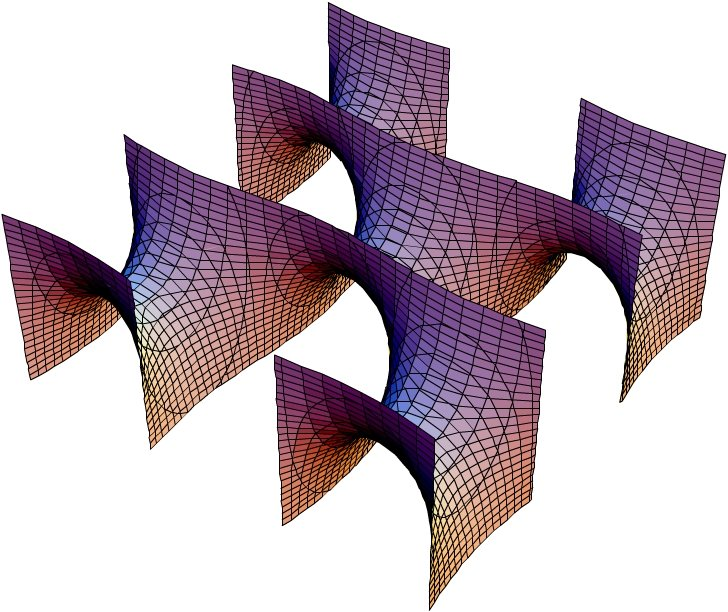
Nou períodes de la Primera Superfície Minimal de Scherk

L'estudi de les superfícies minimals havia estat iniciat per Lagrange en la dècada dels 1760's, però havia estat l'enginyer Jean Baptiste Meusnier qui el 1776 va descobrir que l'helicoide i la catenoide també eren superfícies minimals i que la seva característica fonamental era la de tenir curvatura mitjana zero en tots els seus punts. Scherk va descobrir dues noves superfícies minimals: les que resolen les equacions 
{\displaystyle u_{n}:\left(-{\frac {\pi }{2}},+{\frac {\pi }{2}}\right)\times \left(-{\frac {\pi }{2}},+{\frac {\pi }{2}}\right)\to \mathbb {R} }
i 
{\displaystyle \sin(z)-\sinh(x)\sinh(y)=0}
Aquestes superfícies són conegudes com a superfícies de Scherk.